# INXS
INXS是澳大利亞的一個搖滾樂隊，于1977年在悉尼組建，當時的樂隊名稱是The Farriss Brothers。其中Garry Gary Beers擔當低音吉他，Andrew Farriss擔當鍵盤，Jon Farriss擔當鼓手，Tim Farriss擔當主音吉他，Kirk Pengilly擔當吉他/薩克斯。樂隊在1980-90年代取得了很大的成功，是澳大利亞歷史上最具影響力的樂隊之一。1997年，樂隊的主唱Michael Hutchence（页面存档备份，存于）自殺，樂隊面臨存續危機。2005年，樂隊進行了新主唱的選拔，最終決定由J. D. Fortune擔當。不過在2009年，J. D. Fortune離開了樂隊。

## 專輯
- INXS (1980)
- Underneath the Colours (1981)
- Shabooh Shoobah (1982)
- The Swing (1984)
- Listen Like Thieves (1985)
- Kick (1987)
- X (1990)
- Welcome to Wherever You Are (1992)
- Full Moon, Dirty Hearts (1993)
- Elegantly Wasted (1997)
- Switch (2005)

## 外部連結
- 官方網站（页面存档备份，存于）
- INXS在互联网电影资料库（IMDb）上的資料（英文）
- 中的“INXS”